# Flurbereinigungskreuz (Nörvenich)

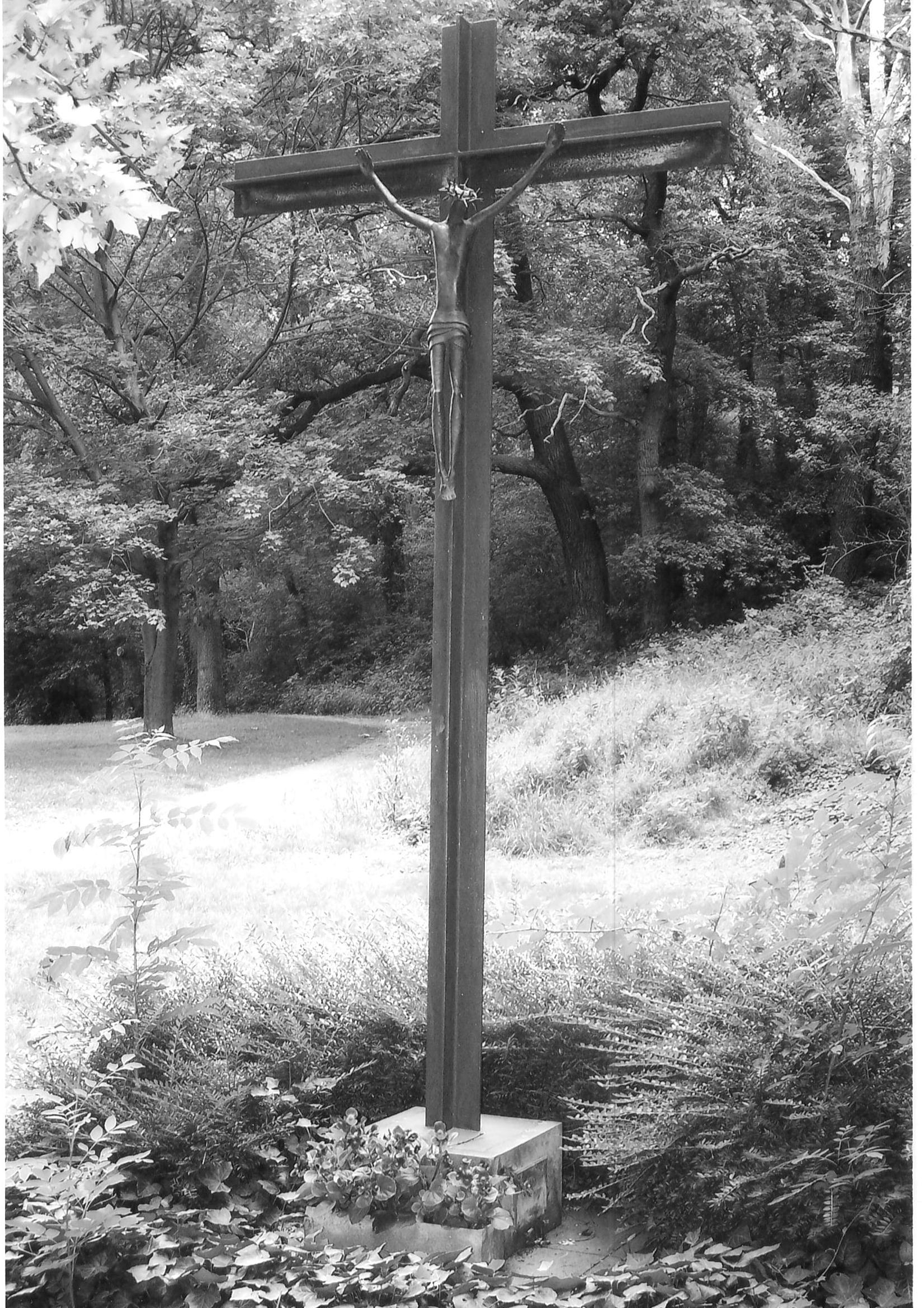
Das Kreuz

Das Flurbereinigungskreuz steht am Waldrand in Nörvenich, Kreis Düren in der Nähe des Neffelbaches.
An dem von der Oberbolheimer Straße abzweigenden Bischofspfädchen, das am Waldrand entlang nach Alt-Oberbolheim führt, steht ein künstlerisch gestaltetes Kreuz. Es ist 1987 errichtet und von Pfarrer Matthias Sieger geweiht worden.
Im Rahmen der damals durchgeführten Flurbereinigung ist es vom Amt für Flurbereinigung als Beitrag zur Erhaltung von Kulturgut aufgestellt worden.
Kreuz und Christuskorpus sind von dem seit vielen Jahren im Dorf lebenden französischen Künstler Jean Vincent de Crozals entworfen worden. In enger Zusammenarbeit mit Toni Keller, der aus der seit etwa 1800 in Nörvenich ansässigen Schmiedefamilie stammt, ist es auf dem Amboss geschmiedet und in der Werkstatt verschweißt und verzinkt worden.
Das Kreuz ist einige Male Segensstation bei der Fronleichnamsprozession gewesen. In letzter Zeit kann die Prozession nicht mehr regelmäßig durchgeführt werden. 
Auch aus Gründen der Verkehrssicherheit muss sie, wenn sie überhaupt auszieht, einen anderen Weg nehmen. Seit der Aufstellung im Jahre 1987 ist es nur zu ein oder zwei Segenshandlungen an dieser Stelle gekommen.
Mit der Aufstellung des Kreuzes ist die Jahrhunderte alte
Tradition, im Dorf und am Ortsrand solche christlichen Denkzeichen zu errichten, fortgesetzt worden.